# Ольшинець (Любуське воєводство)
Ольшинець (пол. Olszyniec, нім. Wellersdorf) — село в Польщі, у гміні Жари Жарського повіту Любуського воєводства.
Населення — 335 осіб (2011).
У 1975-1998 роках село належало до Зеленогурського воєводства.

## Демографія
Демографічна структура станом на 31 березня 2011 року:
|          | Загалом | Допрацездатний вік | Працездатний вік | Постпрацездатний вік |
| -------- | ------- | ------------------ | ---------------- | -------------------- |
| Чоловіки | 165     | 28                 | 125              | 12                   |
| Жінки    | 170     | 32                 | 109              | 29                   |
| Разом    | 335     | 60                 | 234              | 41                   |